# Solotvyno
Solotvyno (in ucraino Солотвино?, in romeno Slatina, in ungherese Aknaszlatina, in russo Солотвина?, Solotvina, in slovacco Slatinské Doly) è un insediamento rurale ucraino (8391 abitanti) nel distretto di Tjačiv, nell'oblast' della Transcarpazia. Ospita l'amministrazione della comunità territoriale di Solotvyno, una delle comunità territoriali dell'Ucraina.
Fino al 26 gennaio 2024 Solotvyno era classificata come insediamento di tipo urbano. Da tale data è entrata in vigore una nuova legge che ha abolito questo status e Solotvyno è stata riclassificata come insediamento rurale.
Per secoli la sua economia è stata regolata dall'attività nelle vicine miniere di sale.
Di fronte a Solotvyno, sull'altra sponda del Tibisco è situata la città rumena di Sighetu Marmației. Le due città erano collegate da un ponte, che nel 1944 fu fatto saltare in aria. Il ponte è stato ricostruito a partire dal 2002, ma solo a partire dal 15 gennaio 2007 è stato aperto il valico di frontiera tra Romania e Ucraina alla presenza delle relative personalità politiche.

## Società

### Evoluzione demografica
Secondo il censimento del 2001, la maggioranza della popolazione di Solotvyno era di lingua madre romena (56,97%), con minoranze di madrelingua ungherese (24,3%), ucraina (14,54%) e russa (3,18%).

## Amministrazione

### Gemellaggi
- Hódmezővásárhely, dal 1968[5]
- Sighetu Marmației
- Tapolca